# 明光禄大夫何峻岗墓
明光禄大夫何峻岗墓，又称何述铉墓，位于中国广东省中山市板芙镇虎爪村鹿鸣岭，该墓依山势呈梯形，分四层建筑，宽21.4米，长26米，建于明崇祯十六年（1643年），曾多次重修。1990年12月，列入中山市文物保护单位。